# Meerkoet
De meerkoet (Fulica atra) behoort tot de familie van de rallen (Rallidae).

## Uiterlijke kenmerken
De vogel wordt 32 tot 42 centimeter groot en 585 tot 1100 gram zwaar. De veren zijn geheel zwart, de snavel en voorhoofdsschild zijn wit en de ogen zijn rood. De meerkoet heeft grote blauwgroene poten met gespreide zwemlobben. Beide geslachten hebben hetzelfde uiterlijk.

## Leefwijze
De meerkoet duikt veel, met name bij het zoeken naar waterplanten. Hij vliegt niet graag, hij verplaatst zich liever rennend over het water. Ook bij het opstijgen uit het water wordt eerst een stuk rennend afgelegd. Bij migratie, die meestal 's nachts plaatsvindt, kan hij echter grote afstanden afleggen. 
De meerkoet is een omnivoor, die zich hoofdzakelijk voedt met waterplanten, weekdiertjes en waterinsecten. Ook worden zaden, gras en bessen gegeten. De meerkoet is monogaam.

### Voortplanting
Het nest wordt aan de waterkant gebouwd van riet en waterplanten, maar ook van drijvend afval zoals stukken papier of plastic. In een nest worden 5 tot 10 grijswitte tot zandkleurige eieren met bruinzwarte vlekjes en puntjes uitgebroed in een tijdsbestek van 21 tot 25 dagen. De jongen worden door beide ouders begeleid en kunnen na ongeveer 8 weken vliegen. Overleeft van een nest slechts een enkel jong of zelfs geen (omdat de jongen een gewilde prooi zijn voor reigers, meeuwen en snoeken), dan doen de ouders een volgende poging. Per broedseizoen doen de ouders 2 tot 3 pogingen een nest jongen groot te brengen. Een meerkoet wordt gemiddeld tien jaar oud.

## Verspreiding
De meerkoet is te vinden op grote wateren, plassen en meren, maar ook in parken, grachten en sloten. Hij komt voor in Europa, Noord-Afrika, Azië en Australië. In Nederland is het een algemene broedvogel, in de periode 2013-2015 waren er 110.000-140.000 broedparen. Ook in België is de vogel zeer algemeen. Buiten de broedtijd komen er grote groepen doortrekkers en wintergasten voor. 

### Ondersoorten
De soort telt vier ondersoorten:
- F. a. atra: van Europa en noordelijk Afrika tot Japan, India, zuidoostelijk Azië, de Filipijnen en Borneo.
- F. a. lugubris: Java, Bali en westelijk Nieuw-Guinea.
- F. a. novaeguineae: Nieuw-Guinea
- F. a. australis: Australië en Nieuw-Zeeland.

## Status
De grootte van de populatie is in 2016 geschat op 5,3-6,5 miljoen volwassen vogels. Op de Rode lijst van de IUCN heeft deze soort de status niet bedreigd.

## Afbeeldingen

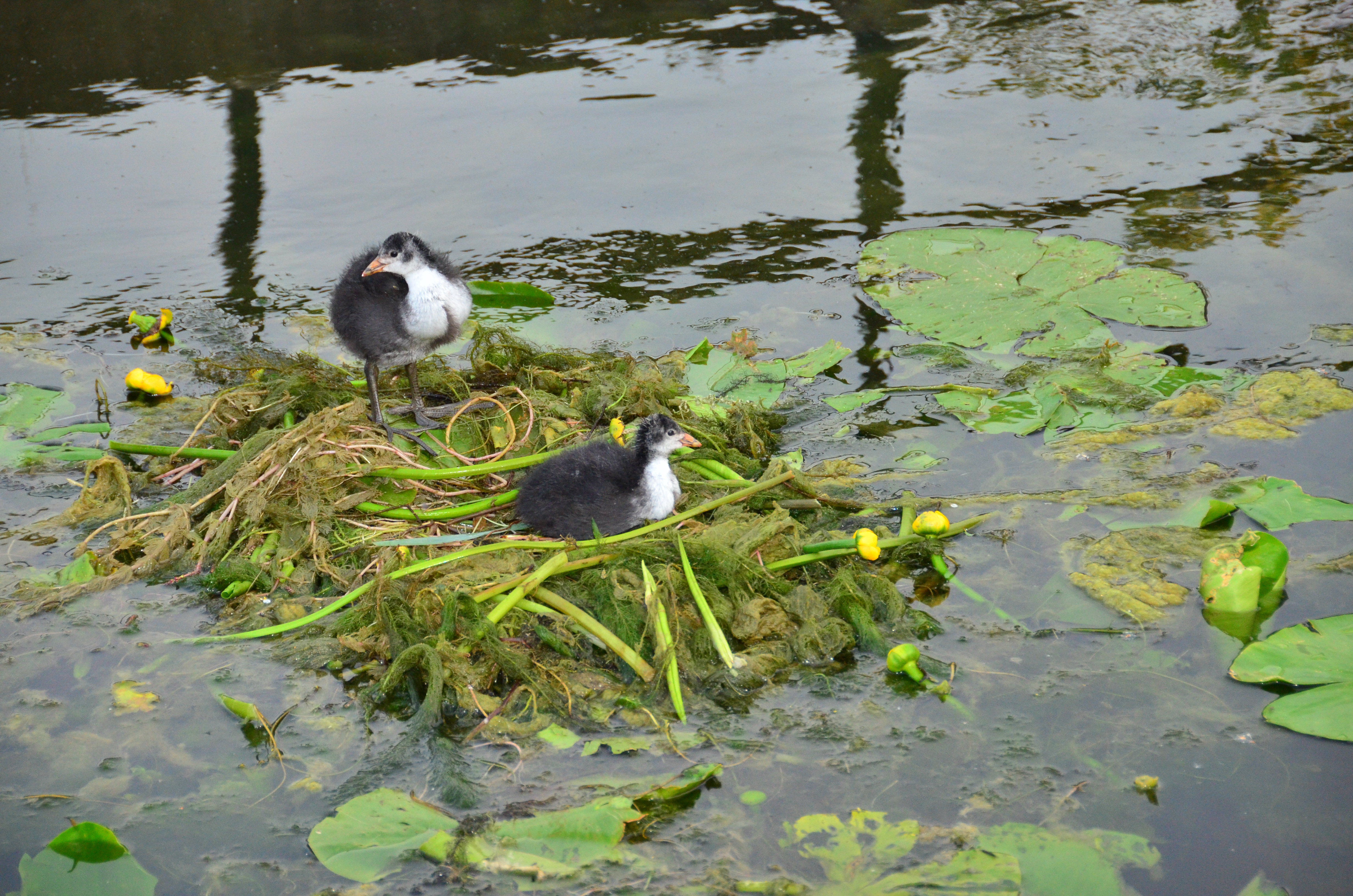
Nest met wat oudere jongen
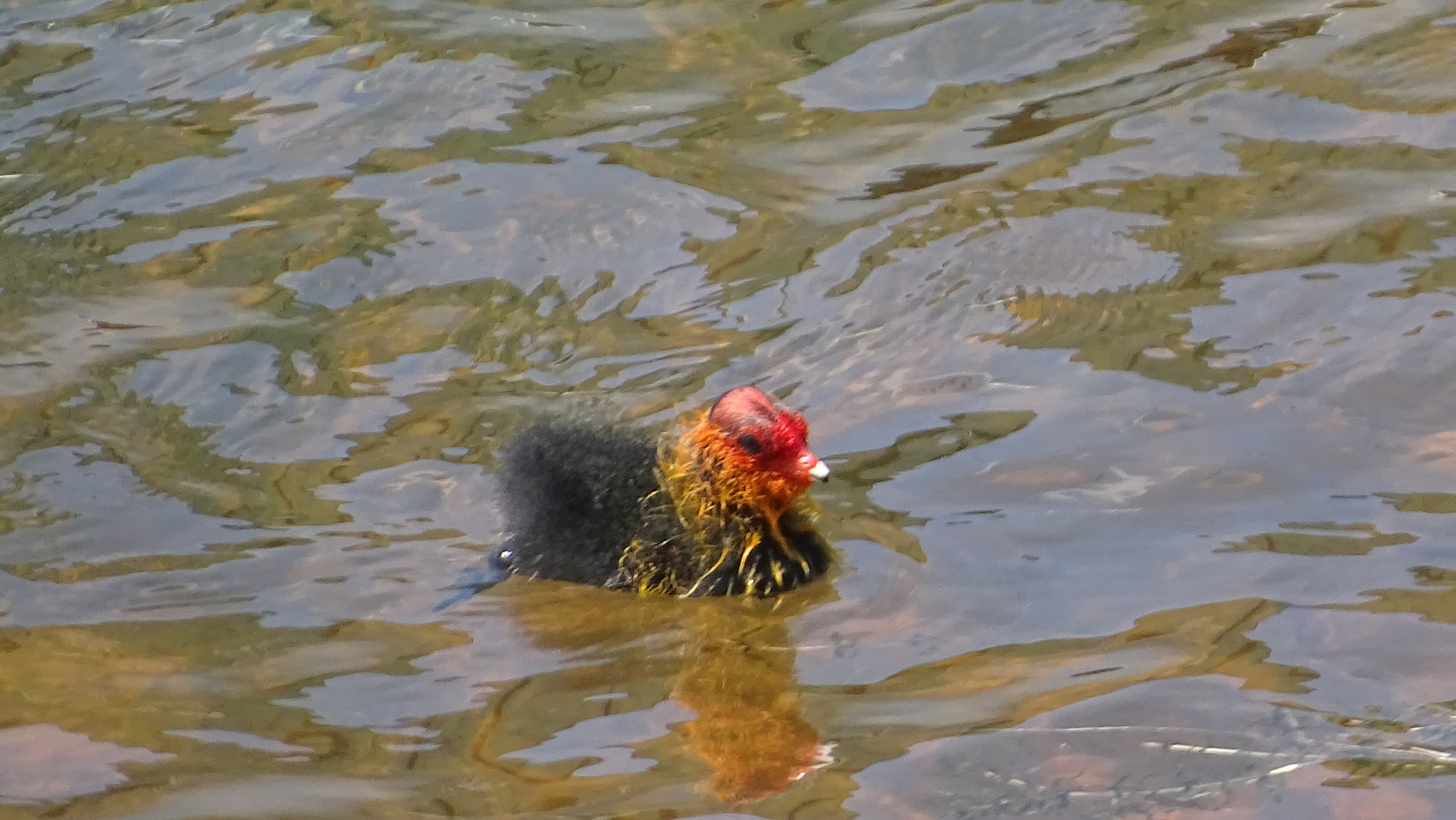
Kuiken

## Video
- Video meerkoet met jongen